# Laccophilus demoflysi
Laccophilus demoflysi är en skalbaggsart som beskrevs av Joseph Henri Adelson Normand 1938.
Laccophilus demoflysi ingår i släktet Laccophilus och familjen dykare. Inga underarter finns listade i Catalogue of Life.